# Harroaivi
Harroaivi är ett berg i Finland. Det ligger i Enontekis i landskapet Lappland, i den norra delen av landet, 1 000 km norr om huvudstaden Helsingfors. Toppen på Harroaivi är 823 meter över havet, eller 123 meter över den omgivande terrängen. Bredden vid basen är 2,6 km.
Terrängen runt Harroaivi är platt åt sydost, men åt nordväst är den kuperad.  Trakten runt Harroaivi är nära nog obefolkad, med mindre än två invånare per kvadratkilometer. Det finns inga samhällen i närheten. Omgivningarna runt Harroaivi är i huvudsak ett öppet busklandskap.